# Chalcolepidius zonatus
Chalcolepidius zonatus – gatunek chrząszcza z rodziny sprężykowatych.
Owad osiąga długość 22-43 mm.
Czoło nie jest łódkowate. Czułki u samca nie sięgają tylnego końca przedtułowia, wykazują ząbkowanie u obu płci. 2. z segmentów ma kształt kulisty, 3. − wydłużony i trójkątny. 4. jest dłuższy od poprzednika, ostatni zwęża się u koniuszka. Żuwaczki są potężne. Poprzecznie ułożona warga górna zwęża się u szczytu, porastają ją długie sety. 
Długość przedtułowia przewyższa jego szerokość, która, niewielka w przedniej części, zwiększa się na tylnym krańcu. Przedtułów jest umiarkowanie wypukły. Jego uwydatniony przedni brzeg przebiega faliście. Granice jamy mesosternum w ¾ biegną szeroko i horyzontalnie, w pozostałej części wertykalnie. Połączenie śródtułowia i zatułowia wątłe. Pierwsza para skrzydeł wypukłych, lekko spłaszczonych u szczytu. U samca obserwuje się aedeagus ze zwężoną pośrodku częścią pośrodkową.
Przednie i środkowe golenie, jak również ostatni segment stopy zdobią rzęski. Golenie nie mają ostróg. Scutellum jest silnie pofałdowane.
Opisany materiał pochodzi z Brazylii.